# Mayotte Capécia
Mayotte Capécia, pseudonyme de Lucie Lucette Combette-Ceranus (1916-1955), naît en Martinique au Carbet. Elle est romancière et reçoit le prix France-Antilles en 1949.

## Biographie
Mayotte Capécia naît avec sa sœur jumelle en 1916, d'une mère célibataire. Sans éducation, dès l’âge de quatorze ans, elle commence à travailler et devient mère à dix-sept ans. Elle apprend à écrire grâce à Frantz Fanon, Etiemble et quelques admirateurs parisiens et elle n'est reconnue dans le monde des lettres qu’en 1993. Ses deux romans en partie inspirées du journal du lieutenant de marine qu'elle fréquente sont des créations collectives avec d'autres auteurs anonymes. 
Mayotte Capécia divise le monde des lettres. Selon Myriam Cottias et Madeleine Dobie, pour certains intellectuels, elle est la « première femme de couleur à raconter sa vie » et « exprime la vision authentique d'une femme antillaise ». Tandis que, pour d'autres « elle démentait l’effervescence politique de l’ère de la négritude, de la départementalisation et de la décolonisation, promouvant une vision nostalgique des Antilles et de l’Empire français ». 
Christiane Makward dans Mayotte Capécia ou L'aliénation selon Fanon estime qu'elle est victime d'une « exécution sommaire » de la part de Frantz Fanon et s'attache à révéler les exceptionnelles qualités de femme de Mayotte Capécia. Selon Albert James Arnold, Frantz Fanon reproche à Capécia « d’avoir proclamé dans Je suis Martiniquaise sa haine de l’homme noir auquel elle préférait « un blond avec des yeux bleus, un Français » »,. Arnold écrit, lui, que Je suis une Martiniquaise est le résultat d’une supercherie montée par l’éditeur parisien Corrêa (Edmond Buchet).
Elle meurt à Paris le 24 novembre 1955.

## Œuvres
- Je suis Martiniquaise, Paris, Éd. Corrêa, 1948 (OCLC 252229752, lire en ligne).
- La Négresse blanche, Corrêa ; (Impr. de Chassaing), 1950, 190 p. (OCLC 459069443, lire en ligne).

## Prix
- 1949, Prix France-Antilles, pour Je suis martiniquaise.